# 실연 (코요태의 음반)
《실연》은 대한민국의 3인조 혼성그룹 코요태의 정규 2집 앨범이다. 

## 개요

### 타이틀곡 〈실연〉
타이틀곡 실연은 코요태의 대표적인 곡중 하나이다.

### 후속곡 〈미련〉
정말 고난이도의 3옥타브의 고음이 요구되는 신지의 후렴 파트로 유명한 곡이다.

### 삼속곡
본래 〈미련〉 활동 후 〈끝없는 사랑〉으로 활동을 이어갈 예정이었으나, 무산되었다.

## 수록곡
| #             | 제목                    | 작사           | 작곡          | 편곡          | 재생 시간 |
| ------------- | ----------------------- | -------------- | ------------- | ------------- | --------- |
| 1.            | 〈Party Party〉         | Goo            | 최준영        | 유타          | 3:23      |
| 2.            | 〈Touch Me〉            | 손상욱, 차승민 | 이승희        | 이승희        | 3:40      |
| 3.            | 〈실연〉                | 이재경         | 최준영        | 최준영        | 3:20      |
| 4.            | 〈미련〉                | 최원선         | 김규남        | 김규남        | 3:44      |
| 5.            | 〈가(假)〉              | 김나애         | JK Lee        | JK Lee        | 3:30      |
| 6.            | 〈끝없는 사랑〉         | 신지, 이재경   | JK Lee        | JK Lee        | 3:36      |
| 7.            | 〈옛사랑〉              | 임기훈         | 임기훈        | 임기훈        | 4:04      |
| 8.            | 〈바다의 품에〉         | 김진만         | 임기훈        | 김규남        | 3:51      |
| 9.            | 〈Cinema〉              | 손상욱         | 최재영        | 김규남        | 3:34      |
| 10.           | 〈유혹〉                | 손상욱         | 김규남        | 김규남        | 3:28      |
| 11.           | 〈해진 이 거리〉        | 임기훈         | 임기훈        | 임기훈        | 4:12      |
| 12.           | 〈Party Party〉 (Inst.) |                | 최준영        | 유타          | 3:24      |
| 총 재생 시간: | 총 재생 시간:           | 총 재생 시간:  | 총 재생 시간: | 총 재생 시간: | 41:46     |